# Un beau châssis
Pour plus de détails, voir Fiche technique et Distribution.
Un beau châssis (I motorizzati) est un film hispano-italien réalisé par Camillo Mastrocinque, sorti en 1962.

## Fiche technique
Sauf indication contraire, les informations mentionnées dans cette section peuvent être confirmées par la base de données cinématographiques IMDb,  présente dans la section « Liens externes ».
- Titre original : I motorizzati
- Titre français : Un beau châssis
- Réalisation : Camillo Mastrocinque, assisté de Tonino Valerii
- Scénario : Castellano et Pipolo
- Musique : Ennio Morricone
- Montage : Roberto Cinquini
- Photographie : Antonio Macasoli
- Pays d'origine :  Italie et  Espagne
- Langue originale : italien
- Format : Noir et blanc - 1,85:1 - Mono - Rapport de forme : 1.85 : 1
- Durée : 98 minutes (2746 m)[1]
- Genre : Comédie
- Dates de sortie :
  - Italie : 30 novembre 1962 (Rome) ; 6 décembre 1962 (Milan) ; 24 décembre 1962 (Turin)
  - Espagne : 10 février 1964 (Madrid)

## Distribution
Sauf indication contraire, les informations mentionnées dans cette section peuvent être confirmées par la base de données cinématographiques IMDb,  présente dans la section « Liens externes ».
- Nino Manfredi : Nino Borsetti
- Ugo Tognazzi : Achille Pestani
- Franca Valeri : Velia
- Walter Chiari : Valentino
- José Luis López Vázquez : Mariano
- Mercedes Alonso : Claudia
- Gianni Agus : Mario
- Dolores Palumbo : La belle-mère de Nino
- Luigi Pavese : le chef du bureau
- Mario Brega : Edoardo
- Loredana Nusciak : Paola
- Franco Giacobini : Alberto
- Mario Pisu : Angelo
- Marcella Rovena : Maria Grazia
- Mac Ronay : le vigile
- Franca Tamantini : Rita
- Franco Franchi : un voleur
- Ciccio Ingrassia : un voleur
- Gina Rovere : Elisa